# Oblastie
Oblastia (în limbile română: oblastie, cehă: oblast, slovacă: oblasť, rusă și ucraineană: о́бласть, belarusă: во́бласьць, bulgară: о́бласт) este o subdiviziune administrativă în unele țări. Traducerea cea mai apropiată de sensul slav ar fi regiune sau provincie.
În contextul geografic al Europei Răsăritene și Federației Ruse, oblastia este o entitate subnațională din Bulgaria, Rusia, Ucraina și defuncta Uniune Sovietică. Denumirea oficială în unele state succesoare ale URSS diferă, dar sunt folosite nume înrudite cu cel rusesc, precum voblast în cazul provinciilor Belarusului sau oblys (plural: oblystar) pentru Provinciile Kazahstanului.

## Oblastiile în Bulgaria
Din 1999 Bulgaria este împărțită în 28 de oblastii, (regiuni). Înainte de acestă dată, țara era împărțită în 9 subunități mai mari, numite de asemenea oblastii. Vezi și Regiunile Bulgariei.

## Oblastiile înUniunea Sovieticăși statele sale succesoare
În statele postsovietice care au păstrat împărțirea administrativă de dinainte de obținerea îndependenței, oblastia este prima subdiviziune administrativă după nivelul național și este la rândul ei subîmpărțită în raioane (în limbile rusă: райо́ны; ucraineană: райони). Orașele mari pot fi parte constituentă a unei oblastii (în limbile rusă: город областного подчинения; ucraineană: місто обласного підпорядкування) aflându-se pe o poziție administrativă la același nivel cu raionul.
În defuncta Uniune Sovietică, oblastia era cu două trepete mai jos decât nivelul național, (pe primul nivel aflându-se uniunea, iar pe al doilea republica federală). Unele oblastii ale RSFS Rusă aveau o structură mai complicată, care includea nu numai raioane și orașe mari, ci și subunități autonome.
Oblastiile din țările postsovietice sunt denumite în mod oficial: 
- Voblast în Belarus (vezi și: Provinciile Belarusului)
- Oblys în Kazahstan (vezi și: Provinciile Kazahstanului)
- Oblast în Kîrgîzstan (vezi și: Provinciile Kîrgîstanului)
- Viloyat în Tadjikistan (vezi și: Provinciile Tajikistanului)
- Welayat în Turkmenistan (vezi și: Provinciile Turkmenistanului)
- Viloyat în Uzbekistan (vezi și: Provinciile Uzbekistanului)

Viloyat și welayat sun forme derivate din cuvântul arab wilayah.

### Numele unor oblastii speciale
Numele oblastiei nu corespunde cu numele regiunii istorice în care se află. Oblastia este o subunitate pur administrativă fără nici o istorie semnificativă. Toate oblastiile au fost formate la mijlocul secolului trecut. În mod obișnuit, oblastiile sovietice și postsovietice sunt numite după numele orașului reședință de regiune. Astfel, numele fiecărei oblastii este o formă adjectivală obținută prin adăugarea unui sufix feminin la numele orașului reședința de regiune. De exemplu, orașul Poltava (Полтава) este reședința regiunii Poltavska (Полтавська область).
Există câteva excepții de la această regulă:
- Leningradskaia oblast și Sverdlovskaia oblast din Rusia păstrează denumirile din epoca sovietică, deși capitalele lor au readoptat numele istorice: Sankt Peterburg, resptectiv Ecaterinburg.
- Regiunea Volin și Regiunea Zakarpattia din Ucraina păstrează numele istorice, Volinia și respectiv Transcarpatia, în vreme ce capitalele lor sunt orașele Luțk și respectiv Ujgorod.

### Aspecte politice al subdiviziunii în oblastii
Oblastia este o entitate subnațională tipică pentru un stat unitar puternic centralizat.
Guvernul Uniunii Sovietice nu a aplicat numai obiectivele socio-economice prin împărțirea teritorială a oblastiilor, dar și criterii politice specifice. Limitele administrative ale anumitor regiuni au fost schimbate pentru a întări organizațiile locale ale Partidului Comunist, pentru a asigura o administrație locală favorabilă unei mari unități industriale sau pentru a limita activismul etnic-naționalist, dar și pentru influențarea votului popular.

### Tendințele recente în chestiunea oblastiilor
Președintele Rusiei Putin a făcut o reformă drastică a statutului regiunilor. Deși în mod oficial oblastiile au rămas pe al doilea nivel al subdiviziunilor administrative, ele sunt de facto incluse în mai largele districte federale ale Rusiei (федеральные округа).
Atât în Ucraina cât și în Rusia există numeroase propuneri pentru unificarea regiunilor sau pentru schimbarea limitelor lor administrative, pentru a asigura o mai bună dezvoltare socio-politică și economică.

## Legături externe
- „Oblastie” la DEX online